# Cyanophrys fusius
Cyanophrys fusius is een vlinder uit de familie van de Lycaenidae. De wetenschappelijke naam van de soort is voor het eerst geldig gepubliceerd in 1887 door Godman & Salvin. De soort komt voor in Mexico, Panama en Colombia.

## Synoniemen
- Thecla marialis Clench, 1944
- Antephrys prestoni Johnson, Eisele & MacPherson, 1993
- Cyanophrys distractus occidentalis Johnson & Le Crom, 1997
- Antephrys santander Johnson & Amarille, 1997